# Ugo Foscolo
Niccolò Ugo Foscolo (ur. 6 lutego 1778 na Zakintos, Wyspy Jońskie, zm. 10 września 1827 w Chiswick, Londyn) – poeta, prozaik i patriota, jedna z największych postaci włoskiej literatury narodowej; wymieniany również jako najsłynniejszy pisarz swojej generacji oraz pierwszy włoski myśliciel skłaniający się ku tendencjom preromantycznym.
Twórczość Ugo Foscola, choć niezbyt obfita, odznaczała się prawdziwą różnorodnością zarówno formy, jak i treści; odzwierciedlała przy tym życiowe sprzeczności samego autora, stale wahającego się między romantyczną rozpaczą a zdroworozsądkowym umiarem, szczodrym jakobinizmem a sceptyczną ironią, wreszcie: obsesją śmierci i samobójstwa a kultem czynu. Spoiwem łączącym je wszystkie miał być według poety kult "ostatecznego piękna" − zimnego spokoju antycznych rzeźb przeciwstawionego romantycznemu szaleństwu. Doniosłą rolę odegrały tu również niezwykle liczne przygody erotyczne Foscola, wykreowane na sposób literacki i służące jako tworzywo sztuki.
Foscolo pisał między innymi sonety i ody. 
Choć za najwybitniejsze, a zarazem szczytowe, osiągnięcie Foscola uważa się odę kontemplacyjną, Gracje, współcześnie zapamiętany on został zwłaszcza jako autor autobiograficznej powieści epistolarnej o nieszczęśliwym kochanku, Ostatnie listy Jacopa Ortis. Jest to jednocześnie jedyne większe dzieło pisarza przetłumaczone na język polski. Innym znanym również w Polsce dziełem poety jest poemat Groby.
Początkowo zwolennik klasycyzmu spod znaku klasyki weimarskiej, z czasem zafascynował się ideałami Rewolucji francuskiej by stać się piewcą Napoleona Bonaparte. Napisał nawet odę A Bonaparte liberatore (Do Napoleona wyzwoliciela). Później jednak na wiele lat wyklęty został przez francuską publiczność ze względu na ostrą i otwartą krytykę polityki napoleońskiej.
Twórczość literacka Ugo Foscola, jakkolwiek różnorodna w stylu i treści, mocno związana była z przemianami kulturowymi i społecznymi we Włoszech pierwszej połowy XIX wieku, toteż powstawała ona w atmosferze głębokiego kryzysu charakteryzującego przejście od klasycyzującego Oświecenia do sentymentalnego preromantyzmu, który z czasem przekształcił się w romantyzm.